# 高岩淡
高岩 淡（たかいわ たん、1930年（昭和5年）11月13日 - 2021年（令和3年）10月28日）は、日本の映画プロデューサー・経営者。東映京都撮影所所長、東映代表取締役社長、同社会長・相談役を歴任した。

## 経歴
貿易商を営む高岩勘次郎、とみの子として、福岡市に生まれる。母とみは、前夫との間に作家檀一雄を生んでおり、檀の異父弟にあたる。実兄にはフリーカメラマンの高岩震、実弟には記録映画作家の高岩仁がおり、ともに元東映社員である。実妹には上智大学理工学部助教授を務めた物理学者の笠耐がいる。
福岡県中学修猷館、旧制福岡高等学校を経て、1954年、九州大学経済学部を卒業し、檀の親友である東映東京撮影所所長の坪井与に誘われ、東映に入社。1967年、管理部長、1968年、製作部長、1971年、取締役東映京都撮影所所長となり、1975年に東映京都スタジオ社長、同年11月には高岩のアイデアで京撮を東映太秦映画村として開村し、一般公開している。
その後、1978年11月に常務取締役、1986年11月に専務取締役を経て、1991年に東映音楽出版社長、1993年6月に東映代表取締役社長就任、同年に東映化学工業相談役、1994年6月、東映アニメーション取締役も務めており、アニメーション映画の製作も数多く手掛けている。1996年、東映ビデオ社長に就任。傍ら、1996年から日本アカデミー賞協会会長を務める。
2002年6月、岡田裕介の社長就任に伴い、代表取締役会長となる。2006年6月、相談役となり、2012年6月に一切の役職から退き、東映を退社した。
檀一雄の『火宅の人』を映画にした。高校在学中の檀ふみを『昭和残侠伝 破れ傘』で映画デビューさせた。
岡田茂 (東映) から「企画能力はマイナスだが、人をまとめることは日本一」と言われたと自著で述べている。
2012年10月8日、長年にわたって日本映画の発展に大きく貢献した功績により、第46回牧野省三賞を受賞。
2021年10月28日午後2時23分、肺炎のため京都市内の病院で死去。90歳没。

## 主な製作・企画作品
- 柳生一族の陰謀（1978年）企画
- 宇宙からのメッセージ（1978年）製作
- 赤穂城断絶（1978年）製作
- 野菊の墓（1981年）製作
- 北の螢（1984年）製作
- 火宅の人（1986年）企画
- わが愛の譜 滝廉太郎物語（1993年）製作
- 北京原人 Who are you?（1997年）製作
- 鉄道員（1999年）製作
- 金融腐食列島〔呪縛〕（1999年）製作総指揮
- ホタル（2001年）製作
- 千年の恋 ひかる源氏物語（2001年）製作総指揮
- 陽はまた昇る（2002年）製作
- 男たちの大和/YAMATO（2005年）製作総指揮